# Красная Звезда (научно-производственное объединение)
«Красная Звезда» ОКБ-670 — научно-производственное объединение в г. Москве, основано 1972 году, входит в состав предприятий госкорпорации «Росатом». Разработчик и изготовитель космических ядерных энергоустановок, обладает опытом эксплуатации 32 таких изделий в том числе установок «Бук» и Топаз.
Предприятием вместе с другими организациями России создан весь объём технологий и оборудования, обеспечивающий проектирование, изготовление, испытания, запуск на орбиту, эксплуатацию, вывод из эксплуатации, слежение за изделиями и утилизацию установок на Земле.

## История
Предприятие было создано 28 ноября 1972 года на базе двух предприятий — ОКБ «Заря» и МКБ «Красная Звезда» с включением в состав сотрудников НПО группы специалистов ТМКБ «Союз».
В конце 90х годов предприятие утратило свой дом культуры для рабочих, который после ремонта превратился в казино «Golden Palace».
В марте 2016 правительство России в качестве имущественного взноса передало госкорпорации «РОСАТОМ» 10,2 тысяч акций предприятия «Красная звезда».
В августе 2019 года правительство выделило 2,2 миллиарда рублей ряду предприятий, из которых 58,7 миллионов рублей достались предприятию на технологический центр и информационную сеть управляемого термоядерного синтеза.

## Деятельность
«Красная звезда» — единственный в мире разработчик и изготовитель, космических ядерных энергетических установок.
В 70 годах будучи ОКБ-670 принимало участие в создании спутника УС-П, для космической системы «Легенда» изготовив для него бортовую ядерную энергетическую установку. «Бук» мощностью 5 киловатт и Топаз.
Предприятие является главным конструктором и одновременно изготовителем реактора «Аргус», востребованного в области медицины, в качестве производителя радиоактивного изотопа молибдена-99. Изотоп необходим для диагностики онкологических заболеваний, а также кардиологии.
В январе 2017 года КБ Арсенал, предполагало создать космические аппараты с ядерной энергодвигательной установкой типа ЯЭУ-25М, производства предприятия.
Совместно с НПО «Луч» занято в разработке автономного энергетического модуля с термоэмиссионным преобразованием энергии для использования в автономных подводных морских системах.
В марте 2019 с сайта организации была убрана вся информация по реакторам для космоса.

## Инциденты
25 июня 2013 года на территории предприятия загорелись отходы производства, в связи с чем к месту возгорания прибыло 15 пожарных расчетов, очаг возгорания удалось быстро потушить.
В марте 2018 года было возбуждено уголовное дело о мошенничестве в особо крупном размере продукции предприятия в отношении бывшего 33 летнего инженера предприятия, который занимал должность с марта по декабрь 2017 года.